# Каменица (Валево)
Каменица (серб. Каменица) — населённый пункт в Сербии, Колубарском округе, общине Валево.

## История
Ранее село было центром общины Каменица, которая в 1965 году полностью включена в состав общины Валево.

## Население
В селе проживает 1005 жителей, из которых совершеннолетних — 861. Средний возраст — 46,6 года (у мужчин — 45,6 года, у женщин — 47,6 года). В населённом пункте есть 363 домохозяйства, среднее число членов в которых — 2,77.
|  | Этносы | Численность |
|  | ------ | ----------- |
|  | сербы  | 1001        |

## Галерея

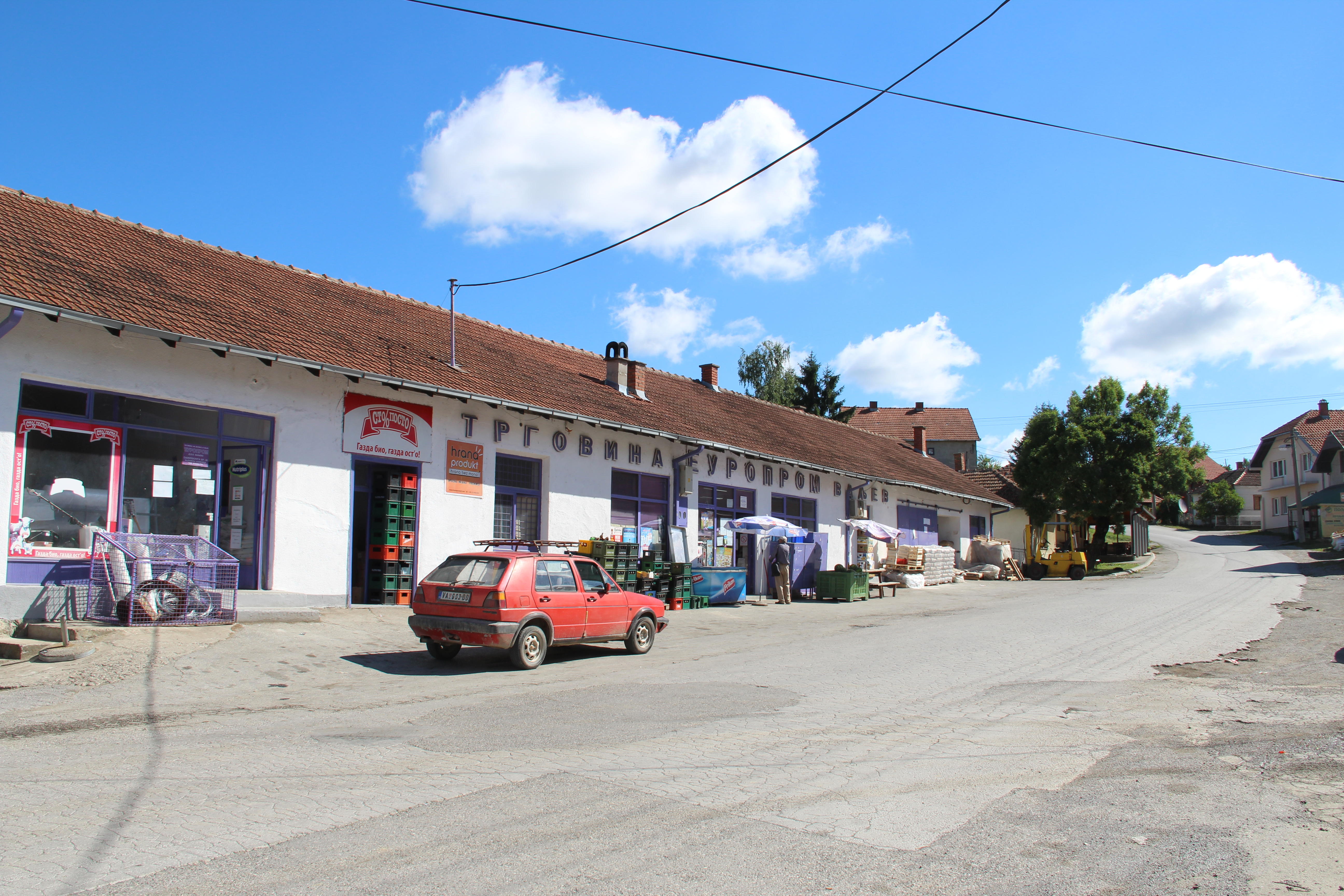
Ваљевска Каменица - панорама
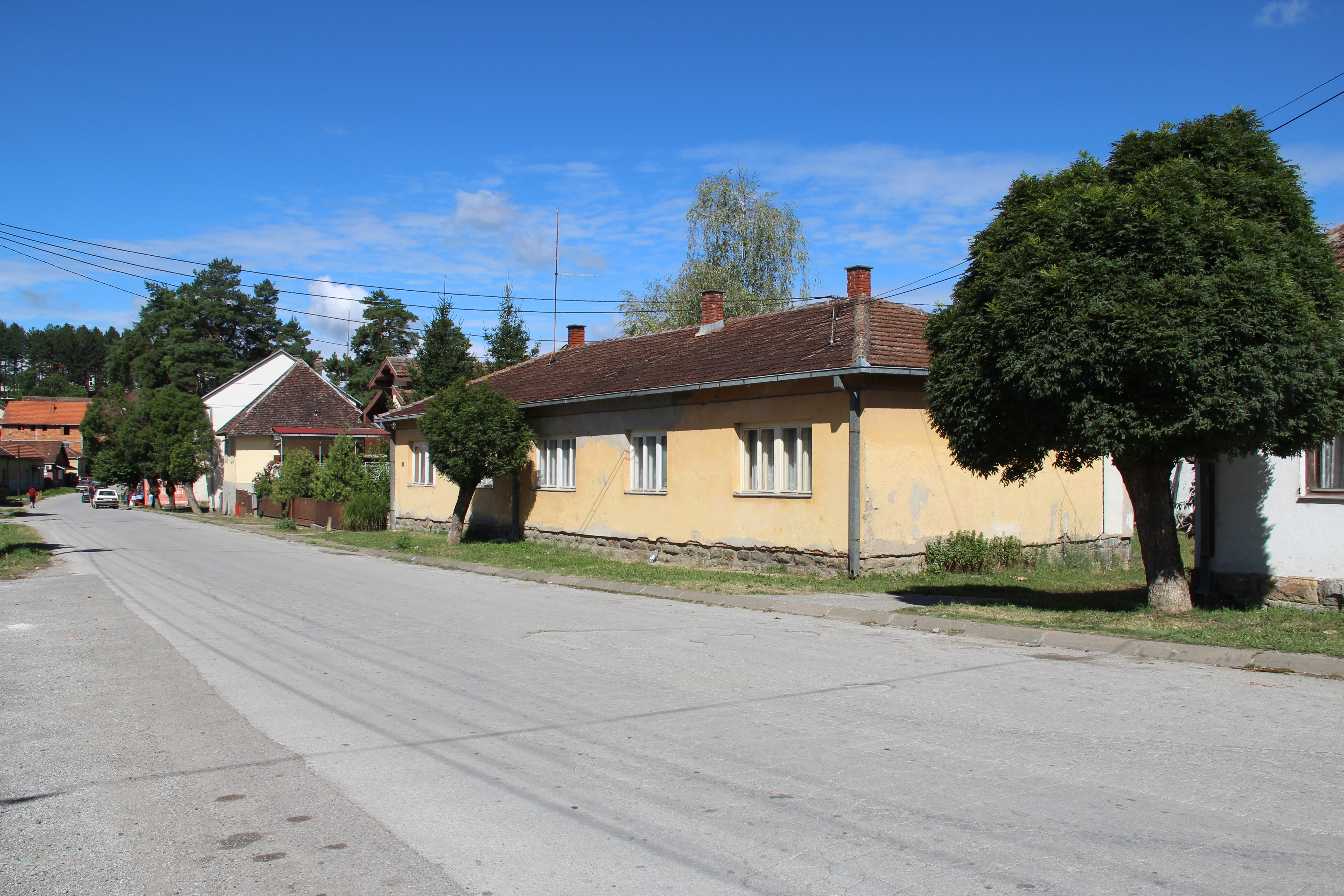
Ваљевска Каменица - панорама
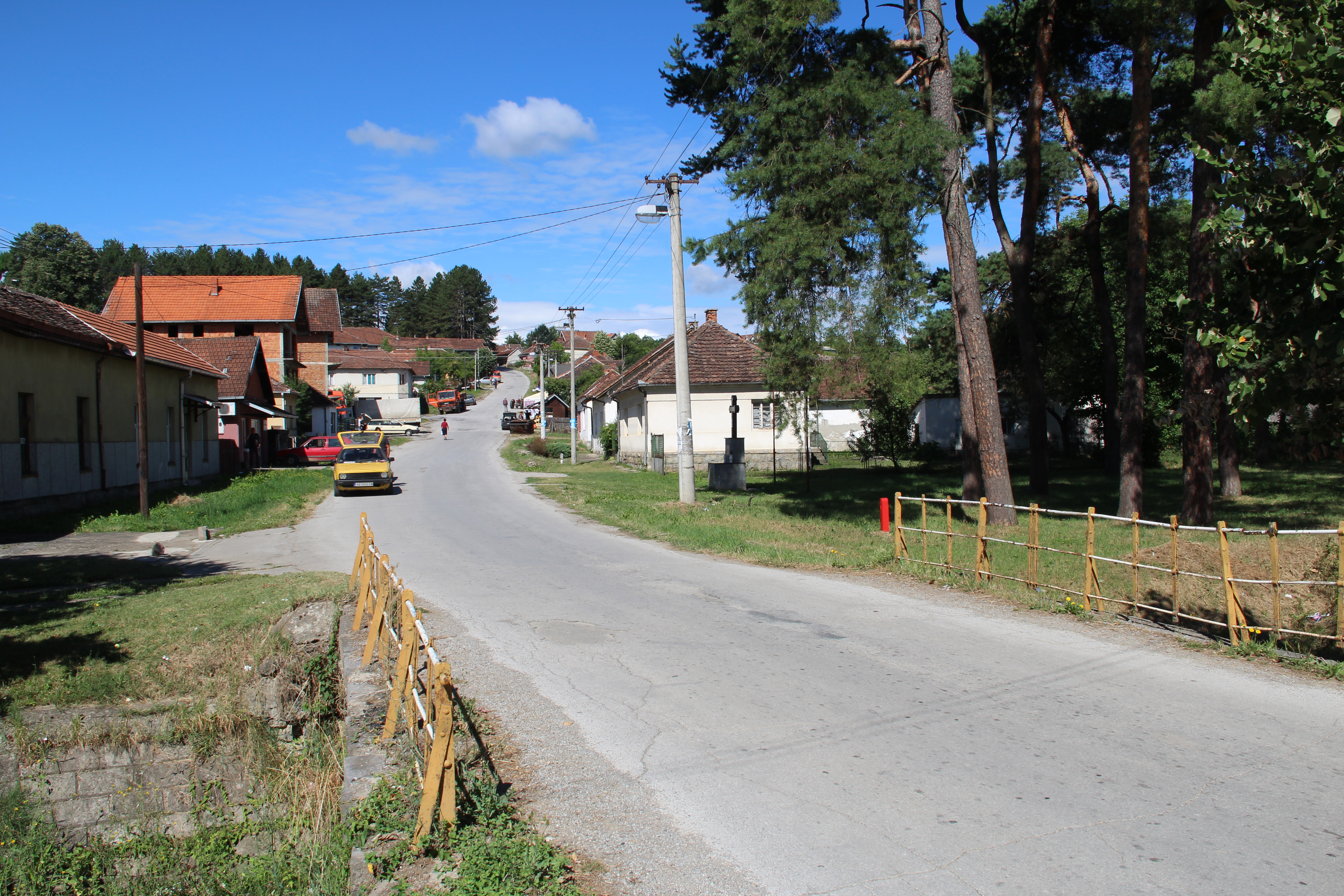
Ваљевска Каменица - панорама
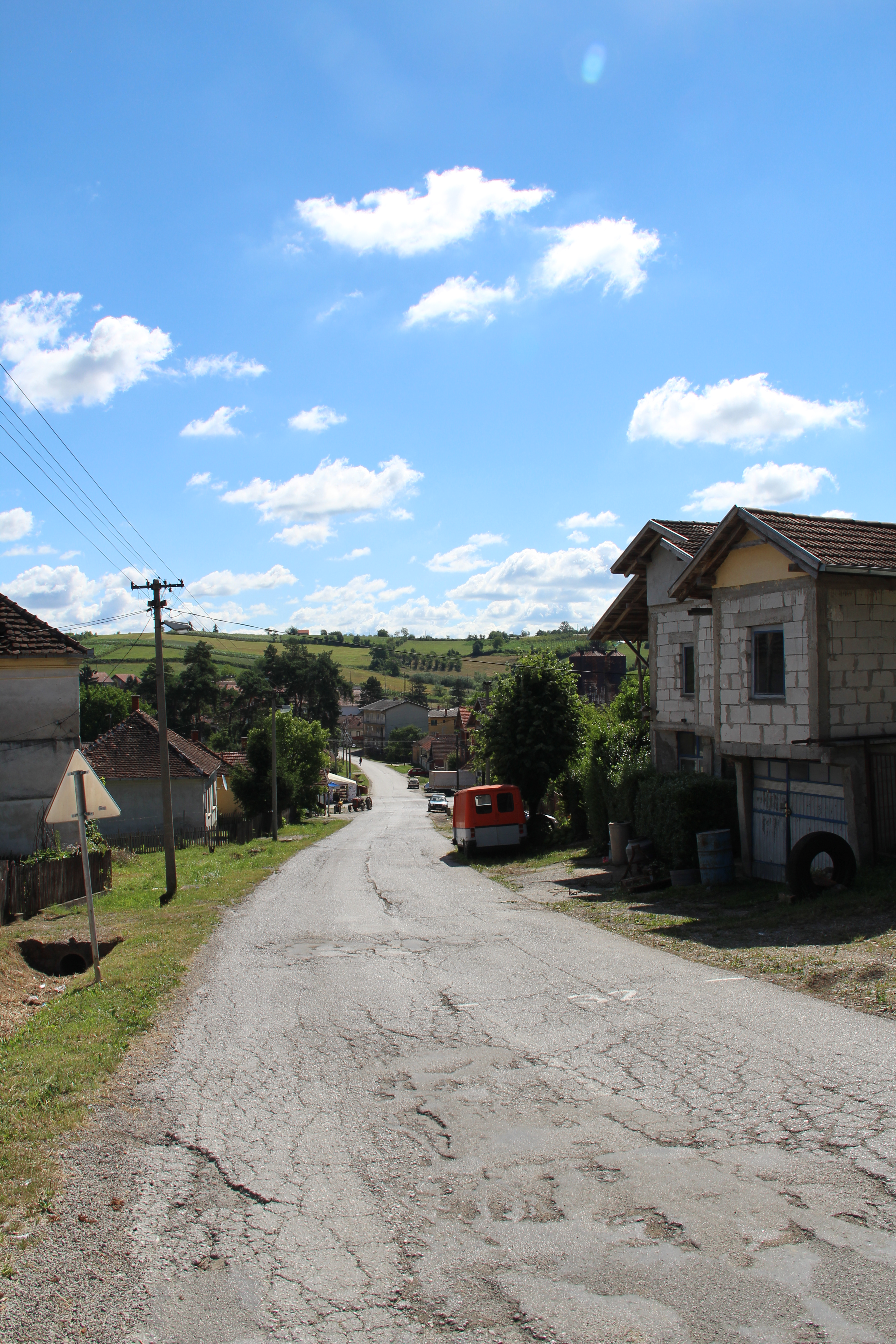
Ваљевска Каменица - панорама
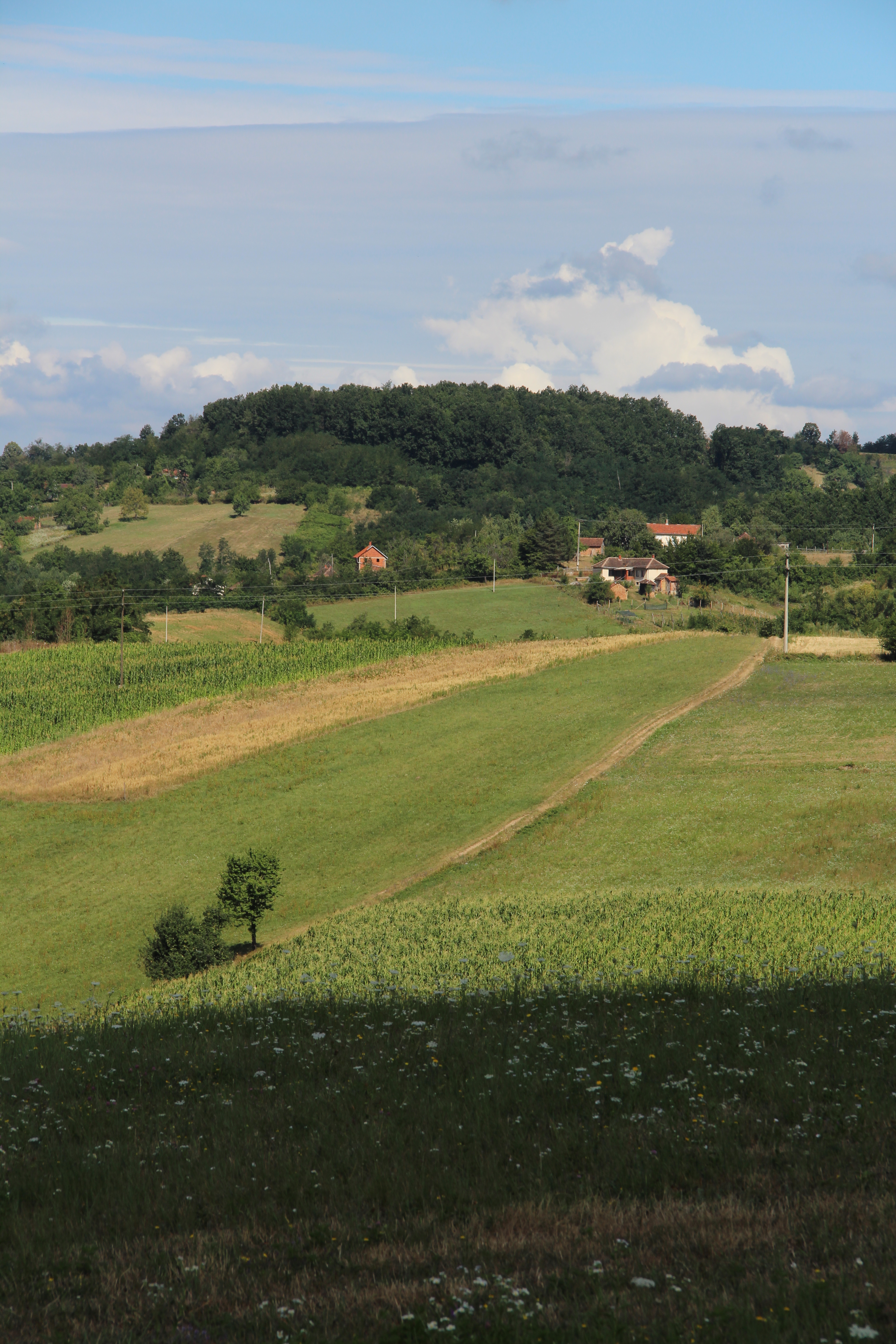
Ваљевска Каменица - панорама
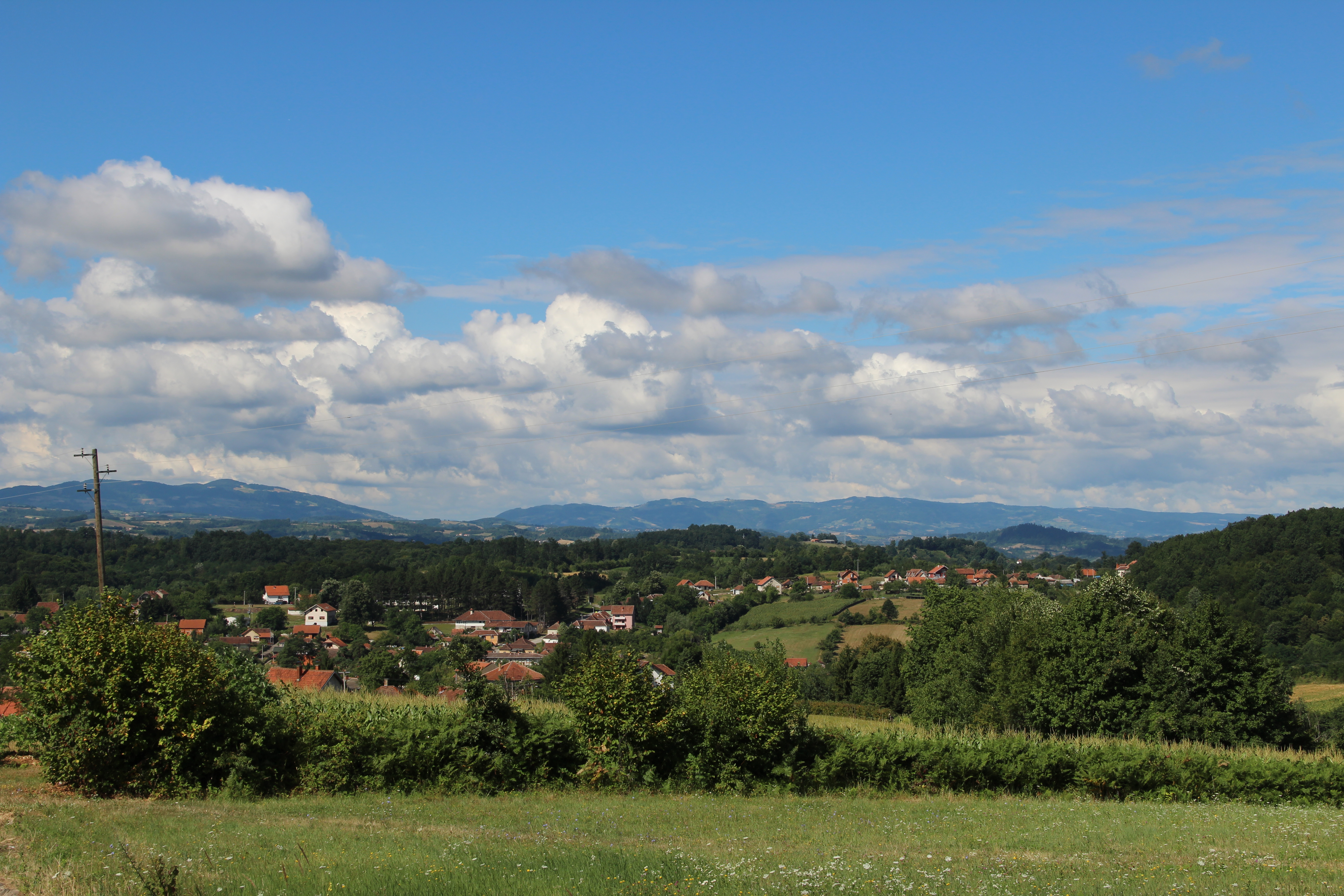
Ваљевска Каменица - панорама
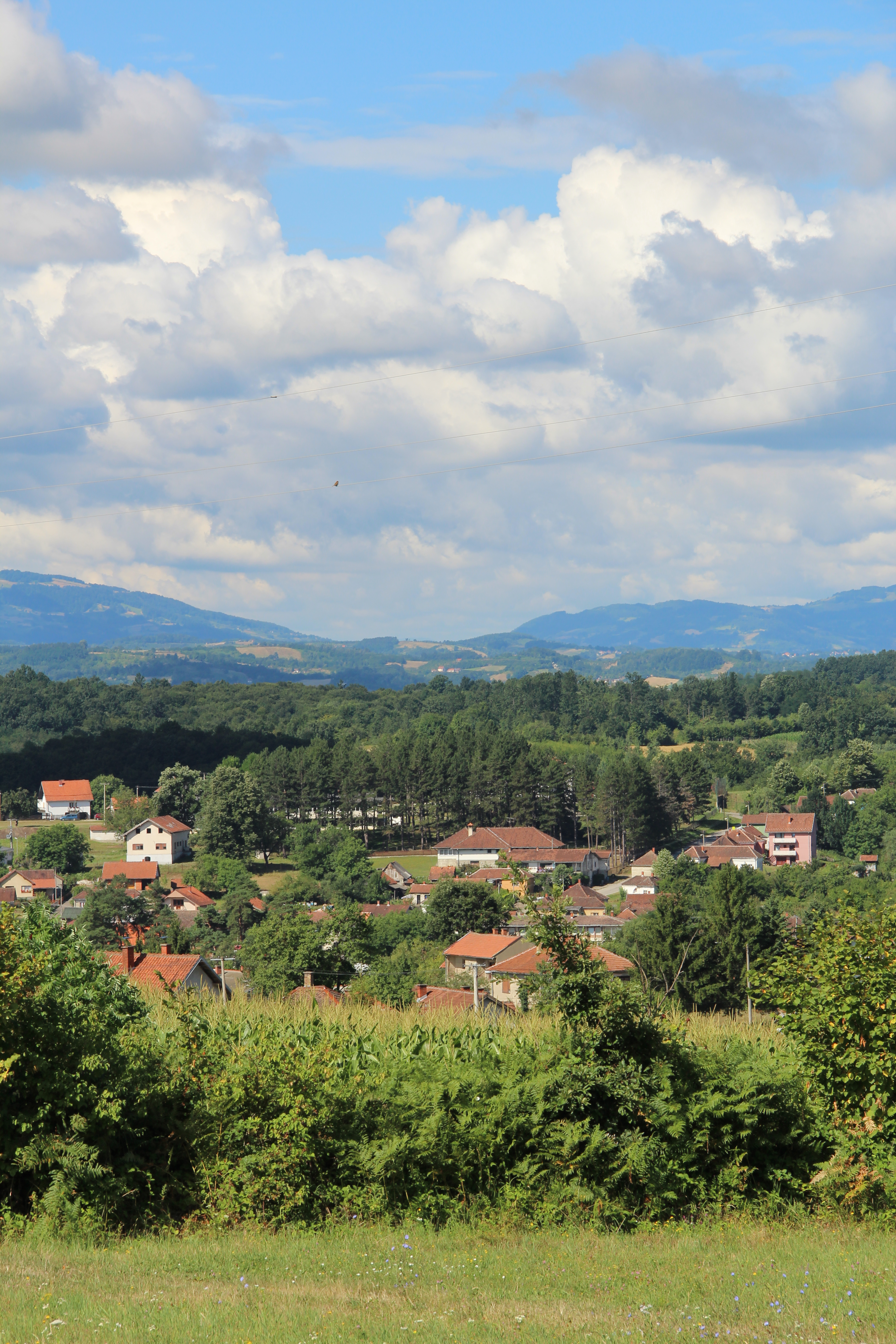
Ваљевска Каменица - панорама
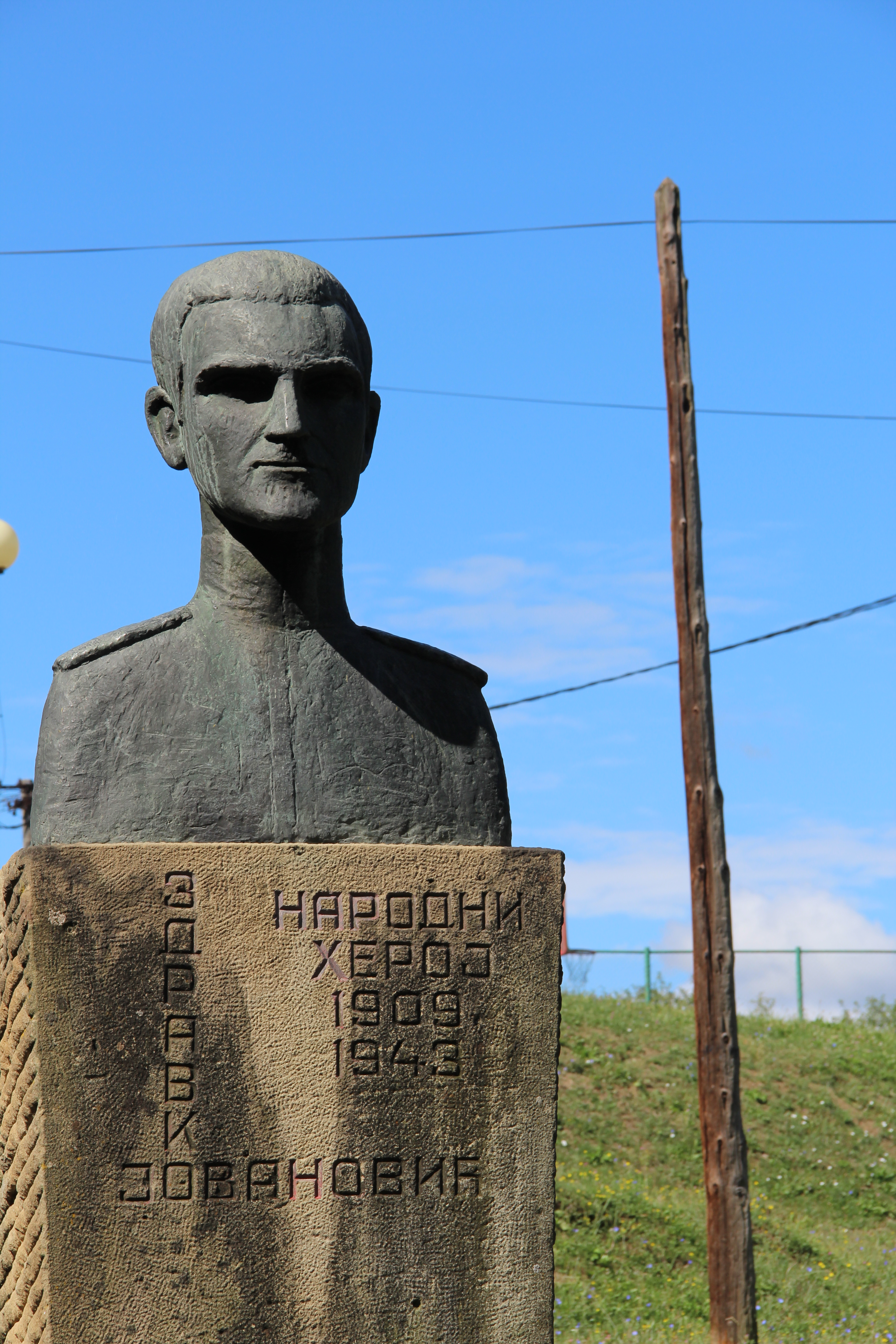
Ваљевска Каменица - споменик Здравку Јовановићу (рад Виде Јоцић)